# José Sebastião de Almeida Neto
José Sebastião de Almeida Neto, O.F.M. Disc. (Lagos, 8 de fevereiro de 1841 –  Vilariño de Abaixo, Comarca de Vigo, 7 de dezembro de 1920) foi o décimo-segundo Patriarca de Lisboa com o nome de D. José III (função para que foi designado em 6 de abril de 1883). Anteriormente exercera o cargo de bispo de Angola e Congo (1879).

## Biografia
Era filho de Raimundo José Neto, que participou na Guerra Peninsular, e de sua mulher Catarina Lúcia de Almeida. Realizou seus primeiros estudos religiosos no Seminário Episcopal de Faro.

## Vida religiosa
Recebeu as primeiras ordens como sub-diácono em 20 de setembro de 1862 e foi feito diácono em 21 de maio de 1864. Em 1 de abril de 1865 foi ordenado Padre.
Entrou para a Ordem dos Frades Menores Descalços em 15 de agosto de 1875, adoptando o nome de José do Sagrado Coração. Em 1897, sua Ordem foi incorporada pela Ordem dos Frades Menores.
Foi indicado bispo de Angola e Congo pelo rei Dom Luís I de Portugal em 30 de julho de 1879.

## Episcopado
Eleito bispo de Angola e Congo em 22 de setembro de 1879, sendo consagrado em 18 de abril de 1880, na Igreja de São Julião, Lisboa, por Gaetano Aloisi Masella, Arcebispo-titular de Neocesareia e núncio apostólico em Portugal, assistido por Aires de Ornelas e Vasconcelos, arcebispo de Goa, e por José Lino de Oliveira, bispo-emérito de Angola.
Ele foi indicado pelo rei de Portugal para o Patriarcado de Lisboa em 12 de julho de 1883, sendo sua nomeação como patriarca em 9 de agosto.

## Cardinalato

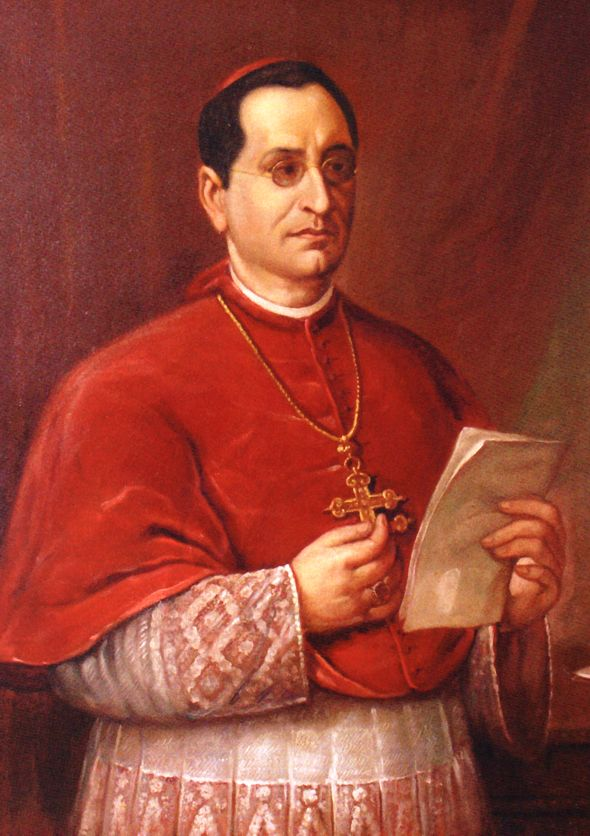
D. José Neto mais novo, após a ascensão ao cardinalato

O Papa Leão XIII conferiu-lhe a dignidade de cardeal no consistório de 24 de março de 1884, recebendo o chapéu vermelho e o título dos Santos XII Apóstolos no consistório de 10 de junho de 1886.
Presidiu ao casamento do infante D. Carlos com D. Amélia de Orleães, na Igreja de São Domingos, em Lisboa, em 22 de maio de 1886.
Em novembro de 1907 resignou ao Patriarcado e retirou-se para um convento de sua ordem, em Leiria e em janeiro de 1909, ele passou a viver no convento de Varatojo. Devido à perseguição religiosa com a implantação da República Portuguesa, foi expulso de Portugal em 9 de outubro de 1910 e foi viver no convento franciscano de Fuente del Maestre, Badajoz, na Espanha e a partir de 30 de maio de 1913, residiu no convento de Villarino de Ramallosa. Em 4 de setembro de 1913, em Sigmaringen, casou o rei Dom Manuel II de Portugal, que havia batizado, dado a primeira comunhão e a confirmação, com sua prima, a princesa Augusta Vitória de Hohenzollern-Sigmaringen.
Em setembro de 1914, durante o conclave para eleger o sucessor de Pio X, o cardeal José Neto foi involuntariamente envolvido numa divertida questão jornalística. Os assessores do ministro português Bernardino Machado pregaram uma partida ao jornal O Mundo, dirigido pelo republicano França Borges. Na presença de um repórter do jornal, fingiram receber um telegrama oriundo de Roma, confirmando a eleição do cardeal José Neto para papa. A brincadeira prosseguiu com telefonemas de congratulações, pelo que o repórter acreditou na história. Os intrujões nunca pensaram que O Mundo ainda iria a tempo de refazer a sua primeira página, pelo que, no dia 2 de setembro, o jornal de França Borges publicou a sua manchete mais embaraçosa, noticiando a eleição do papa português que, afinal, nunca o viria a ser.

## Morte e funerais
Morreu em 7 de dezembro de 1920, à 1h30min, em Vilariño de Abaixo, na paróquia de San Pedro da Ramallosa, na Comarca de Vigo. Em 9 de dezembro, seu corpo foi transferido para Tui, também na Galiza, onde chegou às 5 horas. O corpo foi recebido pelo Bispo Manuel Lago de Tui, por vários cânones do capítulo da catedral e pela comunidade franciscana do "Colegio de San Antonio". O caixão foi colocado em um catafalco elevado no meio da catedral. Em 10 de dezembro, às 11h, a missa de réquiem solene foi cantada por Dom Manuel Vieira de Matos, Arcebispo de Braga.
O rei Afonso XIII de Espanha ordenou honras militares para o cardeal. Após a missa, o bispo de Tuy entregou a oração fúnebre. Os restos mortais foram sepultados na cripta da capela de San Telmo, o túmulo dos bispos de Tuy. Em 28 de abril de 1928, o corpo foi exumado e solenemente trasladado para Lisboa, onde foi enterrado em 30 de abril na tumba dos patriarcas da Igreja de São Vicente de Fora.

## Conclaves
- Conclave de 1903 – participou da eleição do Papa Pio X
- Conclave de 1914 – participou da eleição do Papa Bento XV